# VASH1
VASH1 (англ. Vasohibin 1) – білок, який кодується однойменним геном, розташованим у людей на короткому плечі 14-ї хромосоми. Довжина поліпептидного ланцюга білка становить 365 амінокислот, а молекулярна маса — 40 957.
| 10         |  | 20         |  | 30         |  | 40         |  | 50         |
| ---------- |  | ---------- |  | ---------- |  | ---------- |  | ---------- |
| MPGGKKVAGG |  | GSSGATPTSA |  | AATAPSGVRR |  | LETSEGTSAQ |  | RDEEPEEEGE |
| EDLRDGGVPF |  | FVNRGGLPVD |  | EATWERMWKH |  | VAKIHPDGEK |  | VAQRIRGATD |
| LPKIPIPSVP |  | TFQPSTPVPE |  | RLEAVQRYIR |  | ELQYNHTGTQ |  | FFEIKKSRPL |
| TGLMDLAKEM |  | TKEALPIKCL |  | EAVILGIYLT |  | NSMPTLERFP |  | ISFKTYFSGN |
| YFRHIVLGVN |  | FAGRYGALGM |  | SRREDLMYKP |  | PAFRTLSELV |  | LDFEAAYGRC |
| WHVLKKVKLG |  | QSVSHDPHSV |  | EQIEWKHSVL |  | DVERLGRDDF |  | RKELERHARD |
| MRLKIGKGTG |  | PPSPTKDRKK |  | DVSSPQRAQS |  | SPHRRNSRSE |  | RRPSGDKKTS |
| EPKAMPDLNG |  | YQIRV      |  |            |  |            |  |            |

A: Аланін

C: Цистеїн

D: Аспарагінова кислота

E: Глутамінова кислота

F: Фенілаланін

G: Гліцин

H: Гістидин

I: Ізолейцин

K: Лізин

L: Лейцин

M: Метіонін

N: Аспарагін

P: Пролін

Q: Глутамін

R: Аргінін

S: Серин

T: Треонін

V: Валін

W: Триптофан

Задіяний у таких біологічних процесах, як клітинний цикл, альтернативний сплайсинг. 
Секретований назовні.